# Campeonato Sergipano 1990
In 1990 werd het 67ste Campeonato Sergipano gespeeld voor voetbalclubs uit de Braziliaanse staat Sergipe. De competitie werd georganiseerd door de FSF en werd gespeeld van 4 februari tot 27 mei. Sergipe en Confiança troffen elkaar op de laatste speeldag en maakten onderling uit wie de titel won. Bij een 1-1 stand kreeg Confiança in de 89ste minuut een strafschop toegekend, maar de spelers van Sergipe stonden dit niet toe en de wedstrijd werd stilgelegd. Hierop werd besloten dat Confiança de titel kreeg. 

## Eindstand
| Plaats | Club       | Wed. | W  | G | V  | Saldo | Ptn. |
| ------ | ---------- | ---- | -- | - | -- | ----- | ---- |
| 1.     | Sergipe    | 15   | 9  | 5 | 1  | 18:4  | 23   |
| 2.     | Confiança  | 15   | 10 | 2 | 3  | 24:7  | 22   |
| 3.     | Maruinense | 16   | 6  | 6 | 4  | 15:11 | 18   |
| 4.     | Itabaiana  | 16   | 8  | 2 | 6  | 15:13 | 18   |
| 5.     | Lagarto    | 16   | 5  | 7 | 4  | 12:11 | 17   |
| 6.     | Santa Cruz | 16   | 5  | 5 | 6  | 14:16 | 15   |
| 7.     | Guarany    | 16   | 4  | 4 | 8  | 11:21 | 12   |
| 8.     | Amadense   | 16   | 2  | 3 | 11 | 10:24 | 7    |
| 9.     | Estanciano | 16   | 4  | 2 | 10 | 8:20  | 5    |

|  | Kampioen |

### Kampioen
| Campeonato Sergipano de 1990   |
| Sergipe                        |
| ------------------------------ |
| CONFIANÇA Kampioen (12° titel) |